# Schöpstal
Schöpstal (hornolužickosrbsky Šepcowy Doł) je obec v Horní Lužici v německé spolkové zemi Sasko. Nachází se v zemském okrese Zhořelec a má přibližně 2 400 obyvatel. Prochází jí dálnice A4.

## Geografie
Schöpstal se rozkládá v údolí říčky Weißer Schöps severozápadně od Görlitz. Z hlediska vzniku a uspořádání zástavby podél vodního toku se jedná a typickou lesně-lánovou ves. Přes Ebersbach a Liebstein vede jedna z tras Svatojakubské poutní cesty v úseku Zhořelec–Weißenberg–Budyšín.

## Správní členění
Schöpstal se dělí na 3 místní části:
- Ebersbach
- Girbigsdorf
- Kunnersdorf – včetně Liebsteinu